# Damian Zimoń
Dr. Damian Zimoń (* 25. října 1934 Niedobczyce u Rybnika, Polsko) je polský římskokatolický církevní představitel, v letech 1985–92 biskup a v letech 1992–2011 arcibiskup katovický. Nyní je emeritním arcibiskupem katovickým. Je členem Rytířského řádu Božího hrobu v Jeruzalémě.

## Život
Střední vzdělání získal ve státním lyceu Slezských povstalců v Rybniku. Pokračoval ve studiu na Slezském vyšším duchovním semináři v Krakově (1952-57) a 21. prosince 1957 přijal kněžské svěcení. V následujících deseti letech pracoval ve farní správě postupně v Tychách, Pszówě, u sv. Petra a Pavla v Katovicích a nakonec v Mariánském kostele v Katovicích. V letech 1969-75 zastával funkci vicerektora Slezského vyššího duchovního semináře v Krakově a v letech 1975-85 byl proboštem katovického Mariánského kostela. Mezitím v letech 1970-77 absolvoval specializační studium pastorální teologie na Katolické univerzitě v Lublinu a dějin liturgie na Papežské teologické akademii v Krakově. V roce 1970 e stal členem diecézní pastorační rady, v roce 1975 členem diecézní rady Pro Disciplina Seminarii, v roce 1976 předsedou diecézní liturgické komise a také tajemníkem Kněžské rady diecéze katovické. Podílel se na přípravě I. synodu diecéze katovické (1972-75) a synodu krakovské církevní provincie (1975-83). V roce 1975 se stal členem komise Polské biskupské konference pro záležitosti duchovenstva. Od roku 1974 byl též členem redakce katolického týdeníku Gość Niedzielny.
Po odchodu biskupa Herberta Bednorze na odpočinek jej dne 3. června 1985 papež Jan Pavel II. jmenoval diecézním biskupem katovickým. Biskupské svěcení mu 29. červnma 1985 v katovické katedrále Krista Krále udělil kardinál Józef Glemp. Za biskupské heslo si Damian Zimoń zvolil Praedicamus Christum crucifixum (Kážeme ukřižovaného Krista). Po reorganizaci církevní správy v Polsku k 25. březnu 1992 se stal prvním arcibiskupem-metropolitou katovickým a hlavou Katovické církevní provincie.
Od roku 1989 předsedal pastorační komisi Polské biskupské konference a od roku 1992 byl členem její stálé rady. Tyto funkce již nevykonává.
Arcibiskup Zimoń od roku 1969 vyučoval na Slezském vyšším duchovním semináři v Krakově (od roku 1980 v Katovicích) a též na pastoračním studiu a teologickém studiu v Katovicích. Přičinil se o založení teologické fakulty Slezské univerzity v Katovicích roku 2000 a rovněž na ní přednášel; vedle toho je ze své funkce katovického arcibiskupa velkým kancléřem této fakulty. Zvláštní pozornost věnoval také pastoraci hluchoněmých a od roku 1992 je opatrovníkem pastorace neslyšících pro Polsko.
Ve své diecézi Zimoń pokračoval v budování kostelů (vysvětil jich přes 130) a rozvoji poutí. Po pádu komunismu se mohl svobodněji soustředit na aktivity v oblasti dobročinnosti (reaktivace Caritas), vzdělávání (vybudování teologické fakulty) i nových forem pastorace (rozhlasová stanice Radio eM, internetový portál Wiara.pl a další vzdělávací a informační projekty).
Od Slezské univerzity obdržel 27. listopadu 2007 doktorát honoris causa. Stal se rovněž čestným občanem měst Rybnik (2000), Tychy (2005) a Piekary Śląskie (2006).
Roku 2009 dosáhl arcibiskup Zimoń kanonického věku pro odchod na odpočinek, byl však papežem Benediktem XVI. požádán o setrvání ve funkci po další dva roky. Jeho rezignace byla přijata 29. října 2011, kdy papež jmenoval jeho nástupcem Wiktora Skworce, dosavadního diecézního biskupa tarnovského.